# Huntington (condado de Hampshire, Massachusetts)
Huntington é um lugar designado pelo censo localizado no condado de Hampshire no estado estadounidense de Massachusetts. No Censo de 2010 tinha uma população de 936 habitantes e uma densidade populacional de 76,31 pessoas por km².

## Geografia
Huntington encontra-se localizado nas coordenadas 42° 14′ 38″ N, 72° 53′ 31″ O. Segundo a Departamento do Censo dos Estados Unidos, Huntington tem uma superfície total de 12.27 km², da qual 11.99 km² correspondem a terra firme e (2.22%) 0.27 km² é água.

## Demografia
Segundo o censo de 2010, tinha 936 pessoas residindo em Huntington. A densidade populacional era de 76,31 hab./km². Dos 936 habitantes, Huntington estava composto pelo 96.9% brancos, o 0.43% eram afroamericanos, o 0.43% eram amerindios, o 0.21% eram asiáticos, o 0% eram insulares do Pacífico, o 0.21% eram de outras raças e o 1.82% pertenciam a duas ou mais raças. Do total da população o 1.71% eram hispanos ou latinos de qualquer raça.